# Castello di Duffield
Il castello di Duffield era un castello normanno a Duffield nel Derbyshire; il sito sul quale sorgeva presenta solo qualche traccia della sua esistenza.

## Storia

### Epoca romana
Il castello sorgeva su un ripido promontorio roccioso di fronte al fiume, facilmente difendibile, anche se è oggetto di discussione se il sito fu abitato già in epoca preistorica. È altresì controverso se i Romani abbiano qui mantenuto una presenza militare per proteggere il vicino guado, attraverso il quale i convogli di piombo si muovevano da Lutudarum lungo la Icknield Street arrivavando a Derventio, nei pressi di quella che sarà poi nota come Derby.
Al di là delle supposizioni rimane probabile che la prima occupazione del sito sia di origine anglosassone, compiuta da parte di persone di qualche posizione, forse un Thegn di nome di Siward, o dei suoi parenti. Quantità considerevoli di ceramiche romane o romano-britanniche sono state trovate e di tegole di modello romano; anche se alcuni dei manufatti scoperti sono conservate nel Derby Museum and Art Gallery molti sono scomparsi.

### Epoca normanna

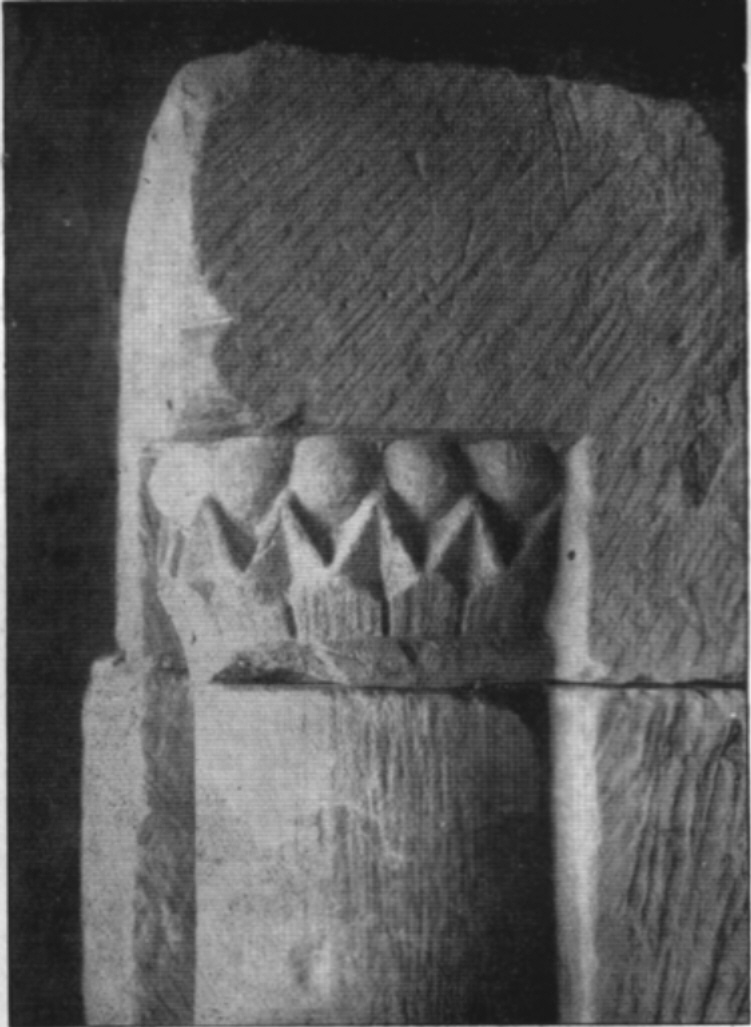
Capitello normanno del castello

Di sicuro si sa che intorno all'anno 1066 a Henry de Ferrers (a volte scritto Ferrars), dopo aver reso un grande servizio al Re Guglielmo I d'Inghilterra vennero concesse tenute nel Derbyshire, che divennero poi note come Duffield Frith: questa area si estendeva tra Heage e Shottle a nord, e Tutbury a sud. Egli costruì il castello di Tutbury e ne fece la sua sede principale, ma avendo bisogno di un avamposto per proteggere le sue terre più a nord, decise di costruirne un altro, probabilmente di legno, a Duffield.
Il suo terzo figlio, Robert, si distinse nella battaglia dello Stendardo contro gli scozzesi nel 1138 e fu creato Conte di Derby. Il suo pronipote William, divenuto conte nel 1162, prese parte alla rivolta dei principi suoi figli contro il padre re Enrico II d'Inghilterra e nel 1173 entrambi i castelli furono distrutti.
Gli succedette il secondogenito William, che era un favorito del re Giovanni d'Inghilterra che restaurò per lui la contea insieme con i manieri di Wirksworth, Ashbourne e, più tardi, Horsley. A un certo punto i castelli di Tutbury e Duffield furono ricostruiti, questa volta di pietra. Anche suo figlio Guglielmo di Ferrers, V conte di Derby godette dei favori reali. Il successivo conte, Robert si ribellò contro Enrico III d'Inghilterra, fu sconfitto e il castello di Tutbury fu distrutto. Anche se perdonato, Robert si ribellò ancora, fu sconfitto nella battaglia di Chesterfield, gli furono espropriati i beni nel 1269 e il castello di Duffield fu distrutto. I suoi terreni furono dati al principe Edmondo, che vene poco dopo creato conte di Lancaster.
Il castello fu letteralmente rasa al suolo, gran parte della pietra essere scavenging per altri edifici, e gradualmente divenne troppo cresciuti. Memorie di un castello persisteva, conservati in nome di "castello Orchard", che si estendeva dalle case di questo nome alla base della collina del castello, alla strada Hazlewood. Il sito è stato riscoperto nel 1885.

## Scavi e ricerche archeologiche
Quando sono iniziati gli scavi, sono state scoperte le basi di un tradizionale motta castrale normanno, con una costruzione in pietra costruita in cima; degna di nota la dimensione di quest'ultima, circa 98 piedi di lunghezza e 95 piedi di larghezza, solo leggermente più piccola della Torre Bianca di Londra.
Il sito fu conservato e donato al National Trust nel 1899, divenendo così uno dei suoi più antichi monumenti archeologici. Per molti anni la manutenzione fu effettuata dal locale Parish Council ma è tornato al Trust.
Anche se ulteriori indagini sono state condotte nel 1930 e nel 1957 e pochi resti medievali sono stati trovati, l'idea che il sito fosse occupato prima dell'arrivo dei Normanni è stata confermata da una serie ritrovamenti di manufatti d'epoca romano-britannica.
Una indagine geofisica sul sito è stata effettuata dalla University of Bradford nel 2001, che ha rivelato tracce di altre strutture a sud e sud-est che sembrerebbero risalire allo stesso periodo. Il Trust sta considerando una raccolta di fondi, necessari per svolgere ulteriori indagini.